# Sensorama

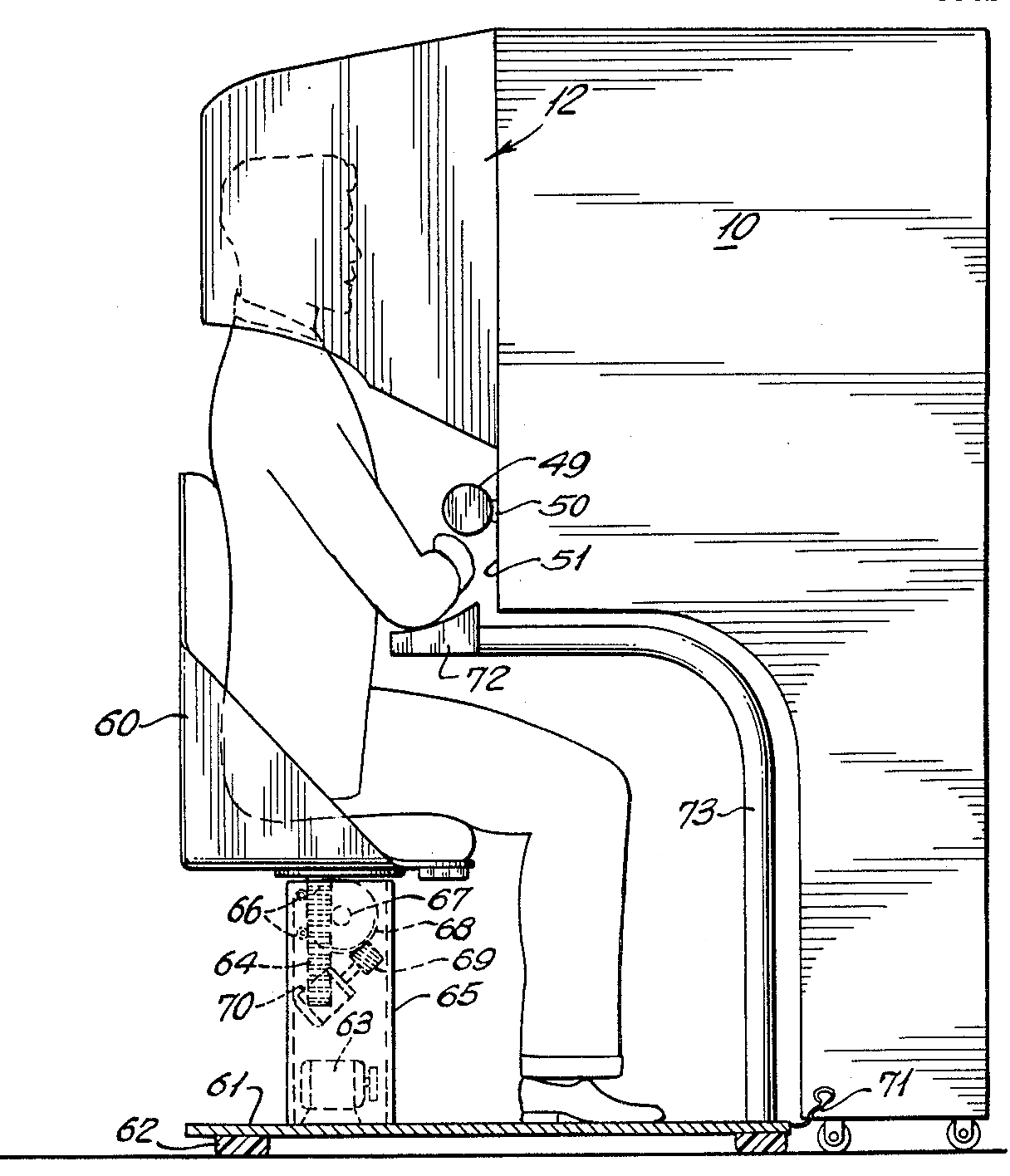
The Sensorama, de la patent dels EUA # 3050870

El Sensorama era una màquina que es tracta d'un dels primers exemples coneguts de tecnologia immersiva, multisensorial (ara coneguda com a multimodal). Aquesta tecnologia, que va ser introduïda el 1962 per Morton Heilig, es considera com un dels primers sistemes de realitat virtual (VR).

## Desenvolupament
Heilig, que avui en dia se'l consideraria un especialista "multimèdia", als anys cinquanta va veure el teatre com una activitat que podia englobar tots els sentits d'una manera eficaç, atraient així l'espectador a l'activitat en pantalla. El va batejar com a "Teatre Experiència" i va detallar la seva visió del teatre multisensorial en un document del 1955, "The Cinema of the Future" (Robinett 1994). El 1962 va construir un prototip de la seva visió, anomenat Sensorama, juntament amb cinc curtmetratges perquè es pogués mostrar.
El Sensorama era un dispositiu mecànic, que incloïa una pantalla de color estereoscòpica, ventiladors, emissors d’olors, sistema estereofònic i una cadira de moviment. Aquest era capaç de simular un passeig en moto per Nova York. D'aquesta manera, es creava l'experiència fent que l'espectador seia en una moto imaginària mentre experimentava el carrer a través de la pantalla, el vent generat pel ventall i el soroll i l’olor simulats de la ciutat. Aquests elements es desencadenen en el moment adequat, com el cas de l'alliberament de productes químics d'escapament quan el genet s'acosta a un autobús. Els fums de gasolina i l’olor dels berenadors de pizza van ser recreats per productes químics. Tot i que la màquina encara funciona avui en dia, el públic no hi pot interactuar o no pot respondre en funció de les accions de l'usuari.
Howard Rheingold (en el seu llibre de Virtual Reallity de 1991) va parlar del seu judici al Sensorama mitjançant una peça de curtmetratge que detallava un viatge en bicicleta per Brooklyn, creada als anys cinquanta, i que encara semblava bastant impressionat pel que podia fer més de 40 anys després. El Sensorama va ser capaç de mostrar imatges tridimensionals estereoscòpiques en una vista gran angular, proporcionar inclinació del cos, subministrar so estèreo i també va comptar amb pistes per provocar vent i aromes durant la pel·lícula. Heilig no va poder obtenir suport financer per a les seves visions i patents, de manera que es va aturar el treball de Sensorama.